# David Pisonero
David Pisonero Nieto (Valladolid, 10 de abril de 1973) es un exbalonmanista y entrenador de balonmano español. Desarrolló su carrera en la posición de pivote.

## Trayectoria

### Como jugador
- Club Balonmano Valladolid: 1990-1995
- Club Balonmano Cantabria: 1995-1997
- Club Balonmano Ademar León: 1997-1998
- Club Balonmano Valladolid: 1998-2003

### Como entrenador
- Atlético Valladolid: 2017-2019
- RK Vardar: 2019
- Atlético Valladolid: 2019-actualidad
- 🇮🇱 Selección de balonmano de Israel  : 2024-actualidad

## Palmarés
- IHF Super Globe: 1996
- Copa ASOBAL: 1996, 2002